# Herisau
Herisau er hovedbyen i kantonen Appenzell Ausserrhoden i Schweiz. Den har 15.205 indbyggere (2006).